# لا تره د استبان هامبران
لا تره د استبان هامبران (به اسپانیایی: La Torre de Esteban Hambrán) یک شهرستان در اسپانیا است که در Torrijos واقع شده‌است.

## خصوصیات
لا تره د استبان هامبران ۵۱ کیلومترمربع مساحت و ۱٬۷۵۸ نفر جمعیت دارد و ۵۶۰ متر بالاتر از سطح دریا واقع شده‌است.